# 이장미 (배드민턴 선수)
이장미(1994년 8월 25일~)는 대한민국의 배드민턴 선수로, MG새마을금고 여자 배드민턴단 소속으로 활동하고 있다.